# فرهنگ کسرایی
فرهنگ کسرایی (زاده ۱۳۳۹ در تهران – درگذشته ۱۹ فروردین ۱۳۹۹ در فرانکفورت آلمان) نویسنده، بازیگر و نمایشنامه‌نویس ایرانی بود.

## زندگی‌نامه
فرهنگ کسرایی در سال ۱۳۳۹ در تهران دیده به جهان گشود در سال ۱۳۵۹ به آلمان کوچ کرد او از یکی از مؤسسین تئاتر میترا، تئاتر تندیس و از دست اندرکاران رادیو محلی صدای آشنا در فرانکفورت بود.

## کتابشناسی
کتابها:
- گسست مجموعه داستانهای کوتاه با آرش گرگین
- مارمولک پاره داستانهای کوتاه
- تو پاره‌پاره‌ها، داستانی از کودکی تا فریاد

کابوسهای طلائی پاره داستانهای کوتاه بین خواب و بیداری

### نمایشنامه
- تو (تک گوئیِ نمایشی با سازهای کوبه‌ای)

پرداخت و بازسازی برای صحنه از کتاب " تو "
- دگردیسی مارمولک

نمایش کوتاهی performance با همراهی پیتر شک (نگارگر و پیکرساز) به زبان آلمانی
- طوفان عشق خون آلود و جنگ آقام (پیش پرده خوانی و نمایشی موزیکال)

پرداخت و بازسازی دو قضیه از وغ وغ ساهاب (هدایت) و یک داستان کوتاه از (چوبک) برای صحنه